# Khatuna Mikaberidze
Khatuna Mikaberidze (georgisch ხათუნა მიქაბერიძე, korrekt Chatuna Mikaberidse; * 23. September 1972 in Tiflis, Georgische SSR) ist eine georgische Opernsängerin (Mezzosopran).

## Leben
Khatuna Mikaberidze hatte bis zu ihrem Diplomabschluss 1997 in Gesang am Staatlichen Konservatorium Tiflis bei Gotcha Bejuaschwili studiert und Gesangsunterricht bei Galina Wischnewskaja und Christa Ludwig genommen. Sie war 1995 bis 1999 Solistin an der Oper in Batumi, 1999 bis 2001 Solistin des Staatlichen Operntheaters in Tiflis. 2001 zog sie von Georgien nach Deutschland, wo sie 2001 bis 2003 als Solistin am Meininger Theater (Dorabella, Jezibaba, Brangäne) begann.
Für die Jahre 2003 bis 2006 wechselte sie  an das Landestheater Linz (Carmen, Jezibaba, Großherzogin von Gerolstein, Orlowsky). Seit 2006 ist sie Solistin an der Staatsoper Hannover (Eboli, Carmen, Venus, Hexe in Hänsel und Gretel, La Madre in Il Prigioniero, Fricka in Das Rheingold/Die Walküre, Waltraute in Die Götterdämmerung). Gastengagements führten sie 2001 an die Oper Dortmund (Azucena in Il Trovatore), 2003 und 2006 an die Wiener Volksoper (La Madre in Il Prigioniero von Dallapiccola und Chipra in Zigeunerbaron), 2005 an die Oper Frankfurt (La Madre in Il Prigioniero) 2008 an die Den Norske Opera Oslo (Eboli in Don Carlos), 2009 an das Opernfestival Split (Eboli in Don Carlos ) und an das Theater Bremen (Amneris in Aida).

## Partien
Bizet
- Carmen in Carmen

Britten
- Auntie in Peter Grimes (deutsch)

Cavalli
- Diana in La Calisto

Dallapiccola
- La Madre in Il Prigioniero

Dvorak
- Jezibaba in Rusalka (deutsch)

Monteverdi
- Messagiera in Orfeo

Mozart
- Dorabella in Cosi fan tutte (deutsch/italienisch)
- Marzelline in Hochzeit des Figaro (deutsch)
- Dritte Dame in Zauberflöte

Nono
- Una donna in Intolleranza 1960

Offenbach
- Großherzogin von Gerolstein in Großherzogin von Gerolstein

Prokofjew
- Clarisse in Liebe zu den drei Orangen

Puccini
- Suzuki in Madame Butterfly

Strauß
- Prinz Orlowsky in Die Fledermaus
- Chipra in Der Zigeunerbaron

Tschaikovski
- Olga in Eugen Onegin (russisch)
- Polina in Pique Dame (russisch)

Verdi
- Amneris in Aida
- Eboli in Don Carlos
- Emilia in Otello
- Azucena in Il Trovatore

Wagner
- Brangäne in Tristan und Isolde
- Schwertleite in Die Walküre
- Venus in Der Tannhäuser
- Fricka in Das Rheingold
- Fricka in Die Walküre
- Waltraute in Die Götterdämmerung

## Konzertrepertoire
- Berio: Folk Songs, Staatsoper Hannover
- Mozart: Requiem
- Verdi: Requiem

## Auszeichnungen
- 2008: Nominierung der opernwelt als beste Sängerin für die Partie der Eboli an der Staatsoper Hannover